# 金子元宅
金子 元宅（かねこ もといえ）は、戦国時代から安土桃山時代にかけての武将。伊予国金子城主。金子元成の子。金子元春、金子家綱は実弟。

## 出自
元来、金子氏は、桓武平氏の流れをくむ武蔵七党の村山党から派生した支族であり、武蔵国入間郡（現在の埼玉県入間市）周辺を領していた。
金子家忠が保元の乱や平治の乱などで活躍し、その功績により金子氏は伊予国新居（現在の愛媛県新居浜市、西条市）等の地頭となり、鎌倉時代の建長年間に金子氏の祖・金子家範の曾孫である金子広家が伊予国新居郡の領地に移り住んだ。こうして伊予金子氏は新居郡金子を拠点に約300年もの長きに渡り繁栄した。

## 生涯
天文20年（1551年）、金子元成の嫡男として、伊予国新居（現在の愛媛県新居浜市）で生まれ、金子城の城主として活躍した。19歳の時に結婚し、四男一女をもうけた。

### 天正の陣
天正13年（1585年）の羽柴秀吉の四国攻め（天正の陣）の直前、妻の実家の石川家中で毛利軍との和戦の議論が行なわれた際、「昨日は長宗我部に従い、今日は小早川に降る。土佐の人質を見捨てて他人に後ろ指を指されるのは武士の本意ではない。」「勝負は時の運なり、死力を尽くして一戦を交えて、刀折れて矢尽きる迄身命を賭して戦うべし」と元宅は敵に臆することなく戦いを決意する。
羽柴秀吉の命を受け圧倒的な兵力数（3万人）で瀬戸内海を渡り侵攻してきた小早川隆景率いる小早川・毛利軍を総勢2千とも云われる金子軍が迎え撃った。
岡崎城、金子城などが陥落する中、元宅は氷見の高峠城に入り敵の大軍を迎え撃つべく残党兵を高尾城に集結させた。高峠城主石川備中守をはじめ金子・高橋・松木・藤田・菰田・野田・近藤・塩出・徳永・真鍋・丹・久門・難波江などが高尾城に拠って抵抗した。全軍を指揮をとったのは元宅であり、総勢6百程であったとされている。
小早川・毛利軍の多勢に対し、最期を悟った元宅は自ら高峠城に火を放ち、百人程で野々市ヶ原に打って出て奮戦。その生涯を終えた。
小早川隆景は元宅らの見事な散り様を称え、将兵たちの亡骸に向かって合掌し、鎧の上に法衣を置いて自ら弔いの舞を舞ったと言われ、居合わせた将兵の舞に合わせた拍子がトンカカと聞こえた事から、トンカカさんという踊りが生まれたとされる。
その後、供養のために金子山麓の金子氏居住跡に元和4年（1618年）頃に元宅の実弟である金子元春によって慈眼寺が建立された。

## 滅亡後の伊予金子氏
弟の元春は生き延びて、元和年間に慈眼寺を再興し、その住職となった。
嫡男の金子宅明は長宗我部氏の人質として土佐に居たが、長宗我部氏滅亡後には伊予へ移り、加藤嘉明に仕えた。加藤家の会津移封にも従ったが、加藤氏でお家騒動が起きると加藤家を退転、伊予国に戻る。その後は、土佐の国主となっていた山内氏に仕えた。末裔の金子宅利は片岡健吉の立志社創立にも関わっている。
次男の金子元雅は長宗我部氏に仕え、後に長宗我部盛親配下として大坂夏の陣で討ち死にした。
三男の金子基宅は浪人の後に加藤明友に仕えた。
四男の新発智丸は、武田家臣馬場氏の一族を称する馬場甚右衛門の養子となって馬場甚介と名乗った。

### 近世
唯俊は金子に復姓し、その末裔の金子直吉は鈴木商店の番頭として辣腕を振るった。

（新発智丸―唯元―唯次―明唯―盈唯―唯俊―唯攸―唯久―唯直―直吉）
トンカカ踊りは金栄校区の伝統として現在でもお盆や新居浜太鼓祭りで歌われることがある。